# Liste der Wappen im Landkreis Göttingen
Diese Liste zeigt alle in der Wikipedia gelisteten Wappen des Landkreises Göttingen (Niedersachsen).

## Landkreis Göttingen und Vorgängerkreise
| Landkreis           | Wappen                                  | Kommentare |
| ------------------- | --------------------------------------- | --- |
| Göttingen           | Wappen des Landkreises Göttingen        | Der Kreistag hat das Wappen in seiner Sitzung am 22. Februar 2017 angenommen, genehmigt am 1. Juni 2017: „Das Wappen des Landkreises zeigt in rot-gold-rot geteiltem Schild oben ein (in heraldischer Sichtweise) nach links schreitenden goldenen, blau bewehrten Löwen; mittig einen blauen, rot bewehrten herschauenden Löwen (heraldisch: Leopard); unten ein sechsspeichiges weißes Rad.“ Der heutige Landkreis entstand am 1. November 2016 aus einer freiwilligen Fusion des bisherigen Landkreises Göttingen mit dem Landkreis Osterode am Harz. |
| Göttingen 1973–2017 | Wappen des Landkreises Göttingen        | Genehmigt am 8. November 1973: „Unter rotem Schildhaupt, darin ein schreitender goldener (gelber) blaubewehrter Löwe, in Gold (Gelb) durch einen Maueranker verbunden, oben ein roter Schild mit silbernem (weißem), unten ein silbern (weiß) unterlegtes sechspeichiges rotes Rad.“ |
| Göttingen bis 1972  | Wappen des Landkreises Göttingen        | Genehmigt am 25. Oktober 1935 durch das preußische Staatsministerium: „Geteilt von Rot und Gold (Gelb); oben ein schreitender goldener (gelber) Löwe, unten ein roter Maueranker.“ |
| Blankenburg         | Wappen des Landkreises Blankenburg      | Genehmigt am 25. Juni 1956: „In Silber (Weiß) über grünem Dreiberg eine gebogene schwarze Hirschstange.“ |
| Duderstadt          | Wappen des Landkreises Duderstadt       | Genehmigt vom niedersächsischen Ministerium des Inneren am 27. Mai 1950: „Geteilt von Rot und Silber (Weiß); oben ein springendes silbernes (weißes) Pferd, unten ein sechsspeichiges rotes Rad, begleitet von je einem grünen Tabakblatt.“ |
| Osterode am Harz    | Wappen des Landkreises Osterode am Harz | Genehmigt am 4. Juli 1963: „Geteilt von Rot und Blau: oben ein schreitender, blau bewehrter goldener Leopard; unten ein rot bewehrter goldener Löwe.“ |

## Samtgemeinden

Samtgemeinde Dransfeld (Details)
Samtgemeinde Gieboldehausen[3]
Samtgemeinde Hattorf am Harz[4]
Samtgemeinde Radolfshausen (Details)

### Ehemalige Samtgemeinden

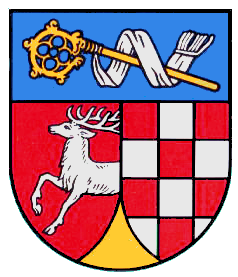
Samtgemeinde Walkenried

## Städte und Gemeinden

Flecken Adelebsen[5]
Gemeinde Bad Grund (Harz)[6]
Stadt Bad Lauterberg im Harz[7]
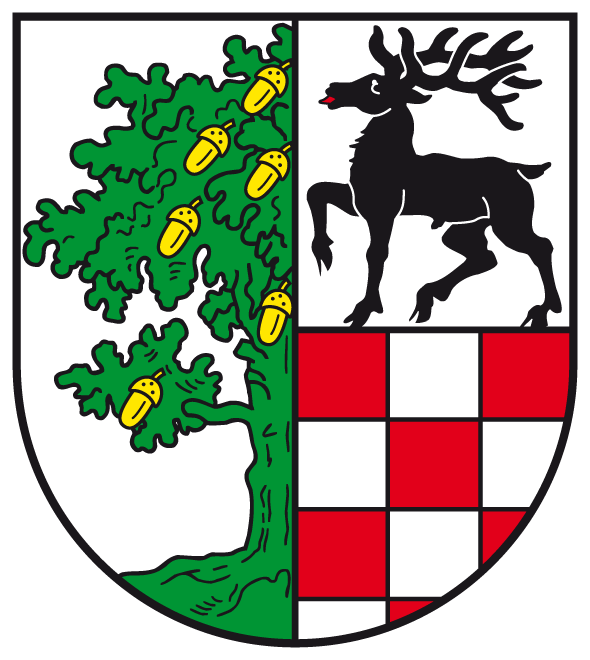
Stadt Bad Sachsa
Gemeinde Bilshausen[9]
Gemeinde Bodensee (Details)
Flecken Bovenden (Details)
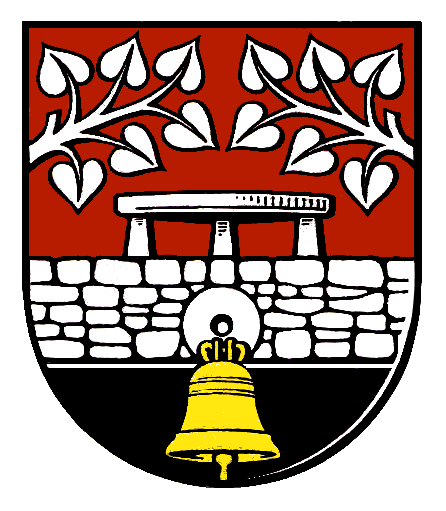
Gemeinde Bühren
Stadt Dransfeld (Details)
Stadt Duderstadt (Details)
Gemeinde Ebergötzen (Details)
Gemeinde Elbingerode[11]
Gemeinde Friedland (Details)
Flecken Gieboldehausen (Details)
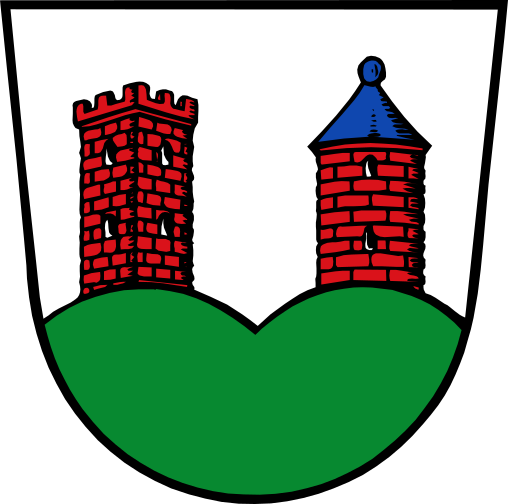
Gemeinde Gleichen (Details)
Kreisstadt Göttingen (Details)
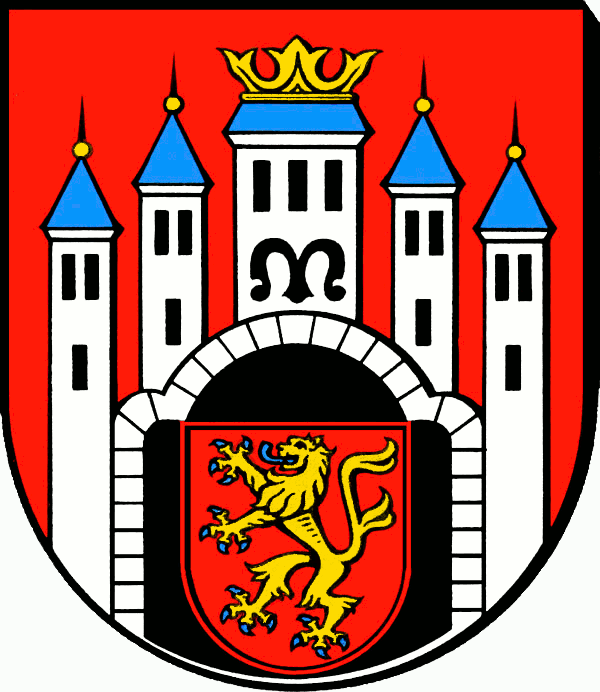
Stadt Hann. Münden (Details)
Gemeinde Hattorf am Harz[12]
Stadt Herzberg am Harz[13]
Gemeinde Hörden am Harz[14]
Gemeinde Jühnde (Details)
Gemeinde Krebeck (Details)
Gemeinde Landolfshausen (Details)
Gemeinde Niemetal (Details)
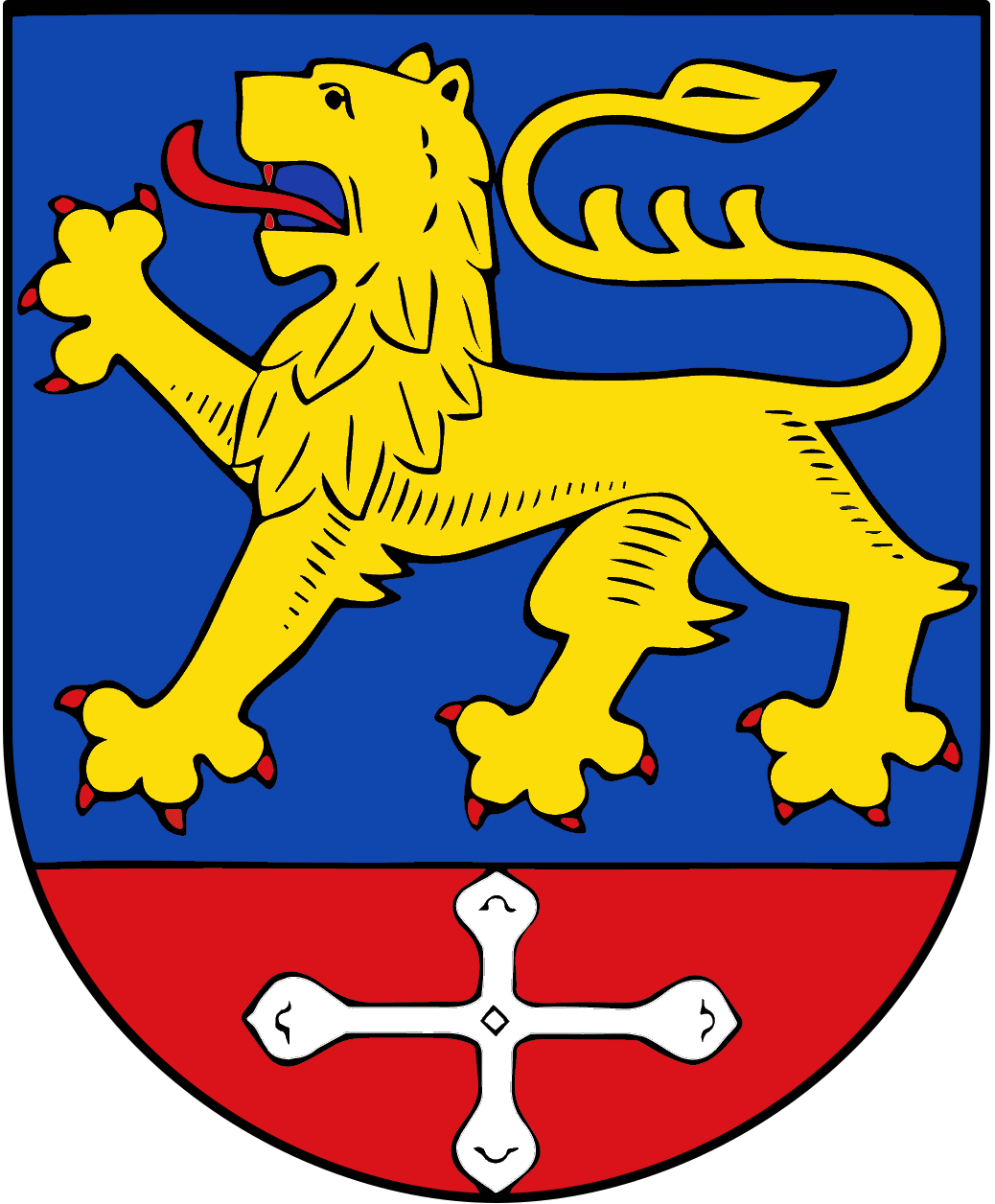
Gemeinde Obernfeld (Details)
Kreisstadt Osterode am Harz[15]
Gemeinde Rhumspringe (Details)
Gemeinde Rollshausen[16]
Gemeinde Rosdorf (Details)
Gemeinde Rüdershausen (Details)
Gemeinde Scheden (Details)
Gemeinde Seeburg (Details)
Gemeinde Seulingen (Details)
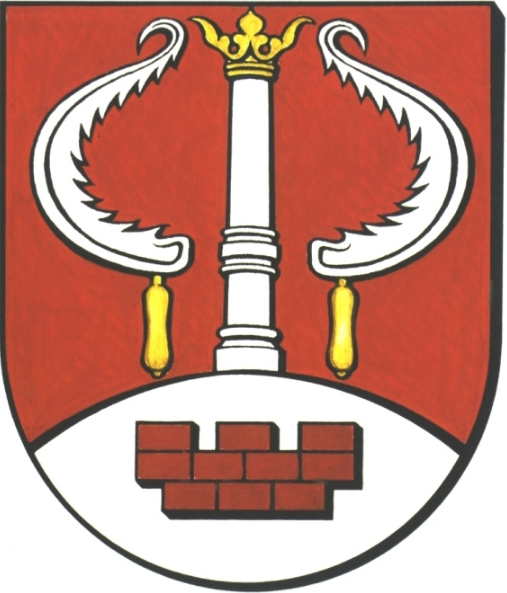
Gemeinde Staufenberg (Details)
Gemeinde Waake (Details)
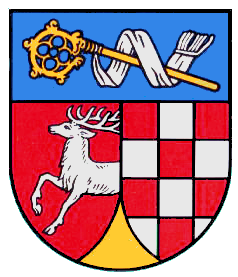
Gemeinde Walkenried
Gemeinde Wollbrandshausen (Details)
Gemeinde Wollershausen (Details)
Gemeinde Wulften am Harz[18]

## Ehemalige Städte und Gemeinden

### Ortsteile der Gemeinde Adelebsen

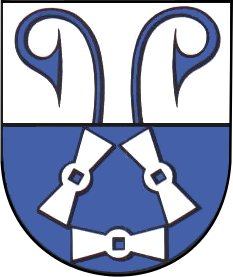
Ortsteil Barterode (Details)
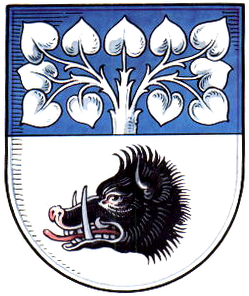
Ortsteil Eberhausen
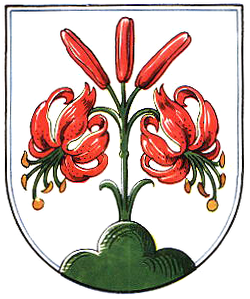
Ortsteil Erbsen
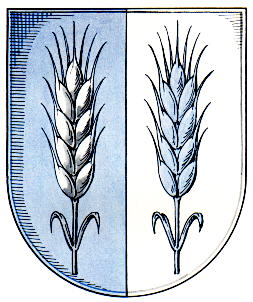
Ortsteil Güntersen (Details)
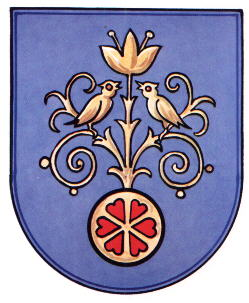
Ortsteil Lödingsen (Details)
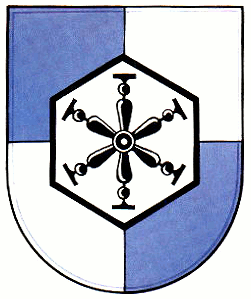
Ortsteil Wibbecke (Details)

### Ortsteile der Gemeinde Bad Grund (Harz)

Ortsteil Badenhausen[19]
Ortsteil Bergstadt Bad Grund (Harz)[20]
Ortsteil Eisdorf[21]
Ortsteil Gittelde[22]
Ortsteil Willensen[23]
Ortsteil Windhausen[24]

### Ortsteile der Stadt Bad Sachsa

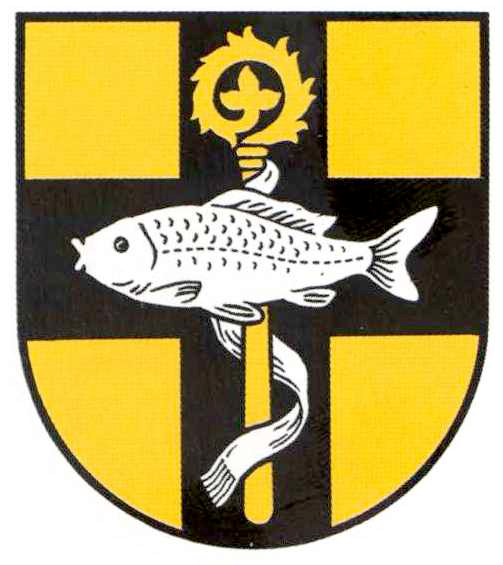
Ortsteil Neuhof
Ortsteil Steina[26]
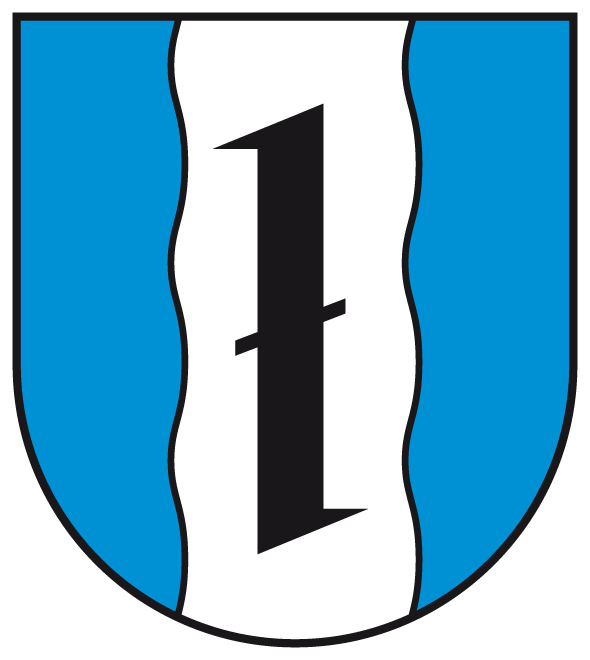
Ortsteil Tettenborn

### Ortsteile der Gemeinde Bovenden

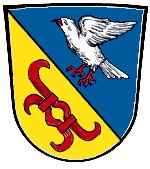
Ortsteil Billingshausen
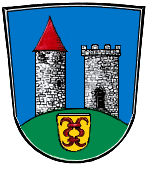
Ortsteil Eddigehausen
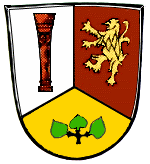
Ortsteil Emmenhausen
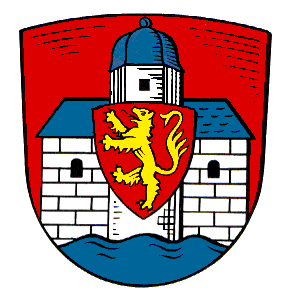
Ortsteil Harste (Details)
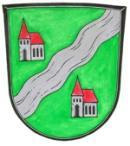
Ortsteil Lenglern
Ortsteil Reyershausen
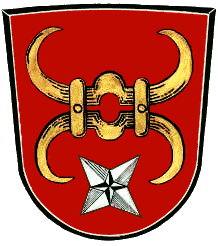
Ortsteil Spanbeck

### Ortsteile der Stadt Duderstadt

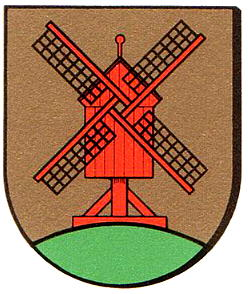
Ortsteil Breitenberg
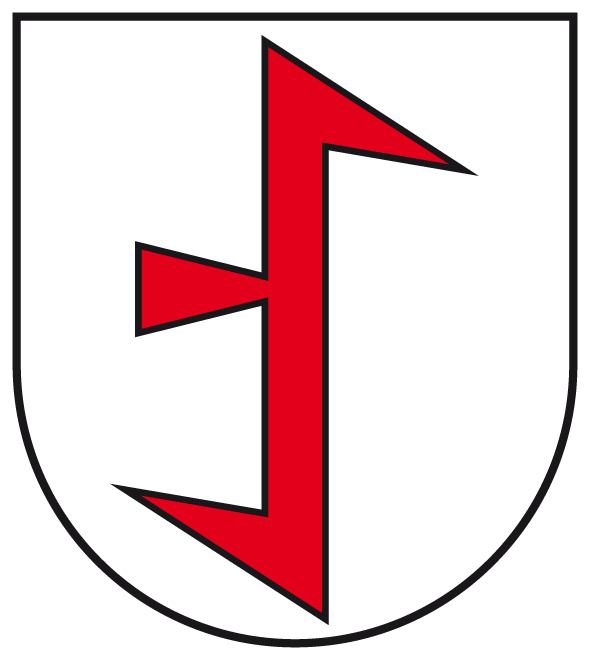
Ortsteil Brochthausen
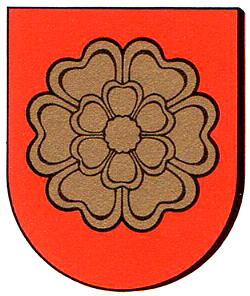
Ortsteil Desingerode
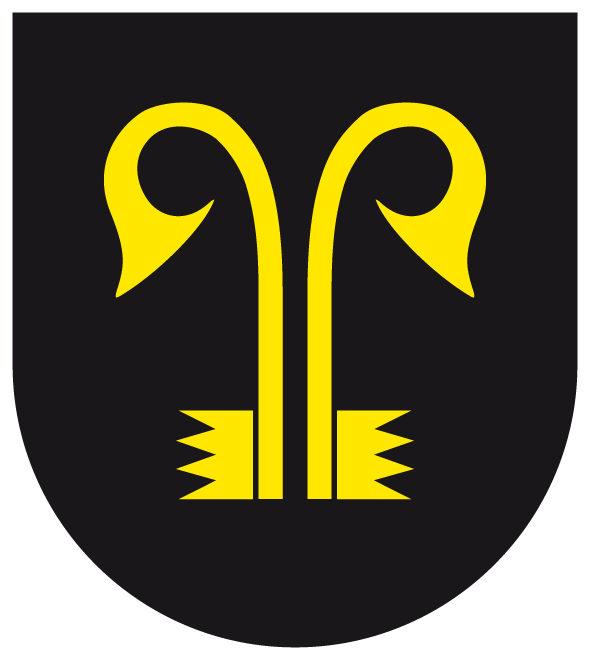
Ortsteil Esplingerode
Ortsteil Fuhrbach
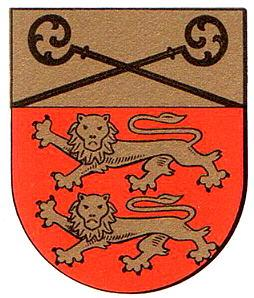
Ortsteil Gerblingerode
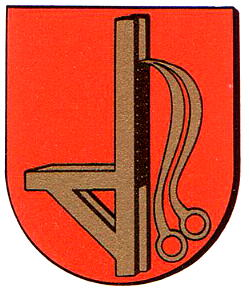
Ortsteil Hilkerode
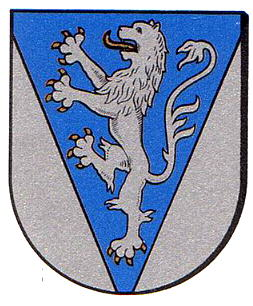
Ortsteil Immingerode
Ortsteil Langenhagen
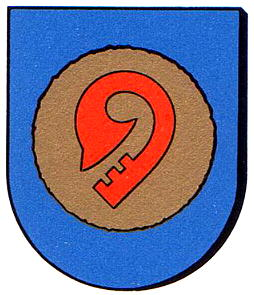
Ortsteil Mingerode
Ortsteil Nesselröden
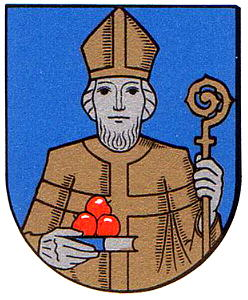
Ortsteil Tiftlingerode
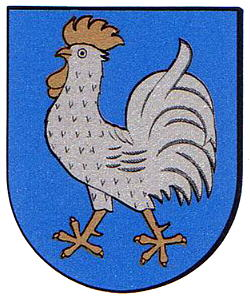
Ortsteil Werxhausen
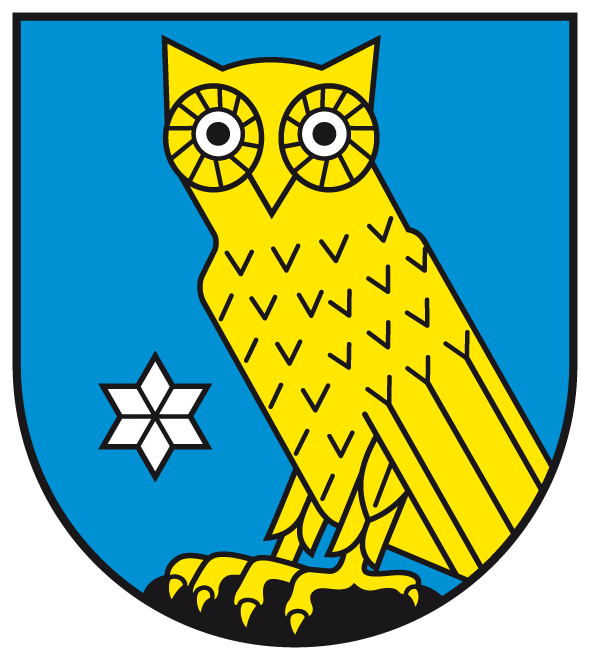
Ortsteil Westerode

### Ortsteile der Gemeinde Gleichen

Ortsteil Reinhausen (Details)
Ortsteil Beienrode (Details)
Ortsteil Benniehausen (Details)
Ortsteil Bremke (Details)
Ortsteil Diemarden (Details)
Ortsteil Etzenborn (Details)
Ortsteil Gelliehausen (Details)
Ortsteil Groß Lengden (Details)
Ortsteil Ischenrode (Details)
Ortsteil Kerstlingerode (Details)
Ortsteil Klein Lengden (Details)
Ortsteil Rittmarshausen (Details)
Ortsteil Sattenhausen (Details)
Ortsteil Weißenborn (Details)
Ortsteil Wöllmarshausen (Details)

### Ortsteile der Kreisstadt Göttingen

Stadtteil Geismar (Details)
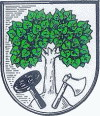
Ortsteil Grone
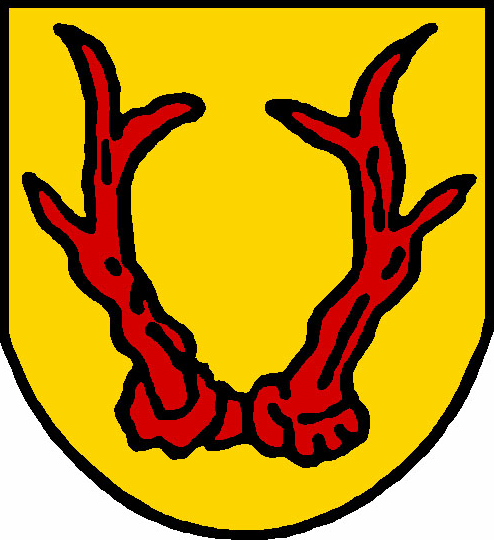
Ortsteil Groß Ellershausen

### Ortsteile der Stadt Hann. Münden

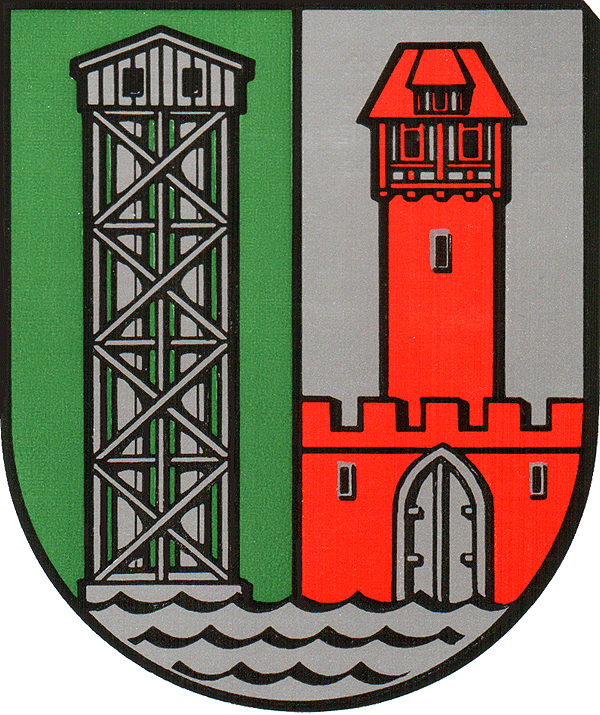
Ortsteil Bonaforth
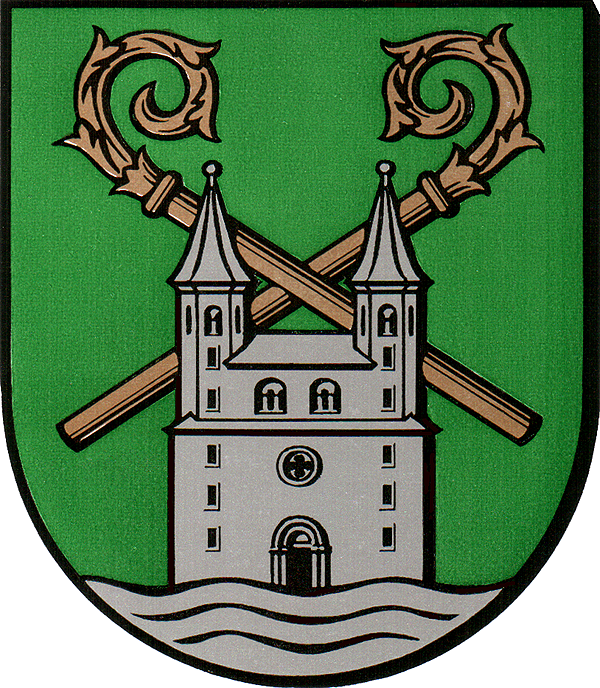
Ortsteil Bursfelde
Ortsteil Gimte
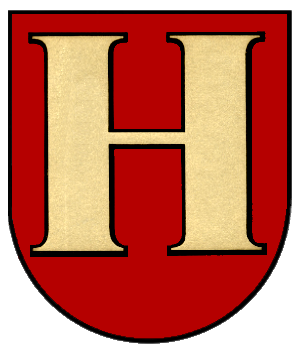
Ortsteil Hedemünden
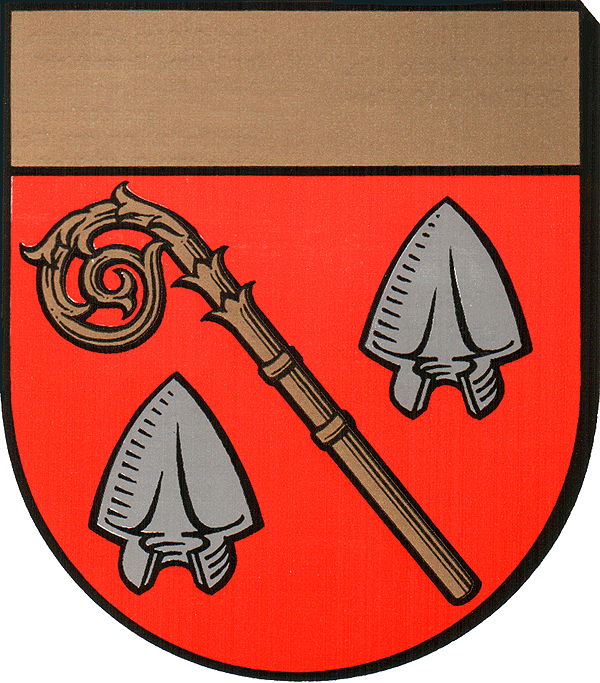
Ortsteil Hemeln
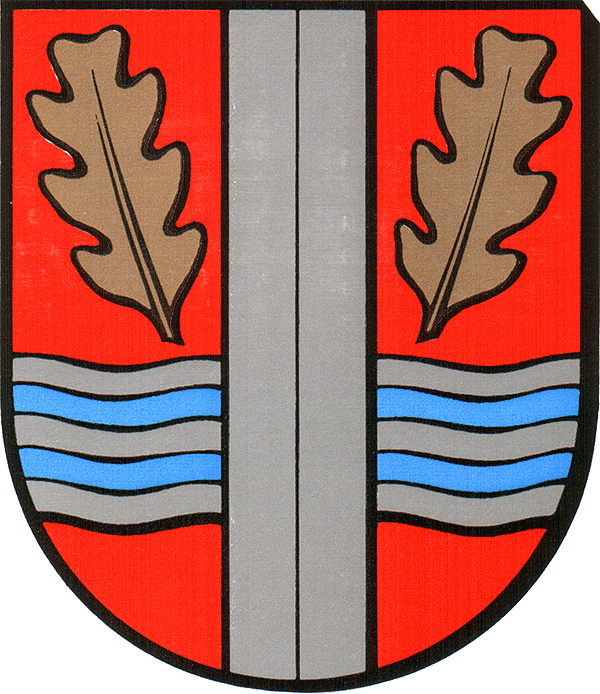
Ortsteil Laubach
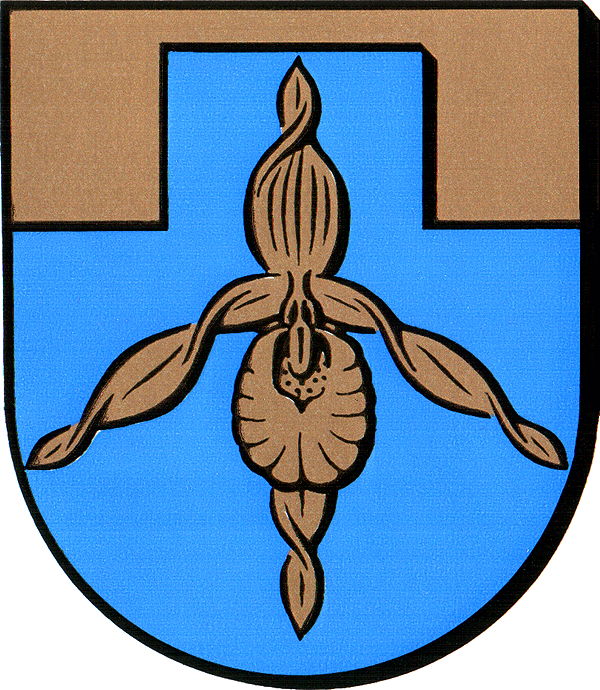
Ortsteil Lippoldshausen
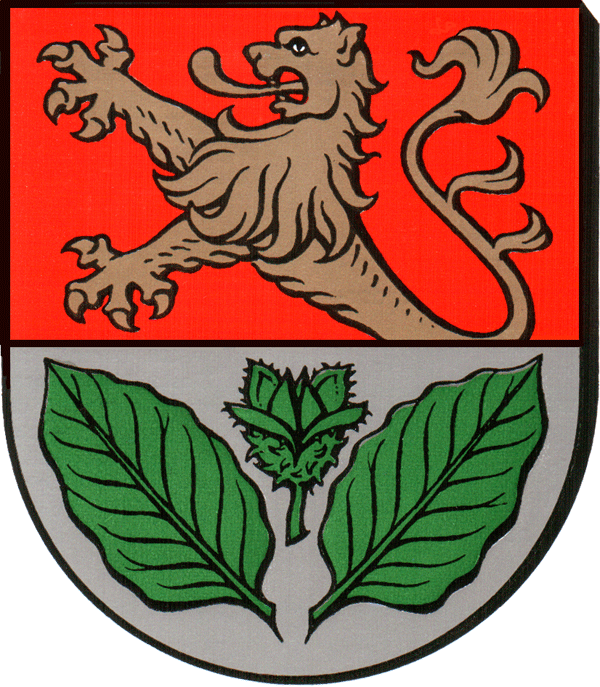
Ortsteil Mielenhausen
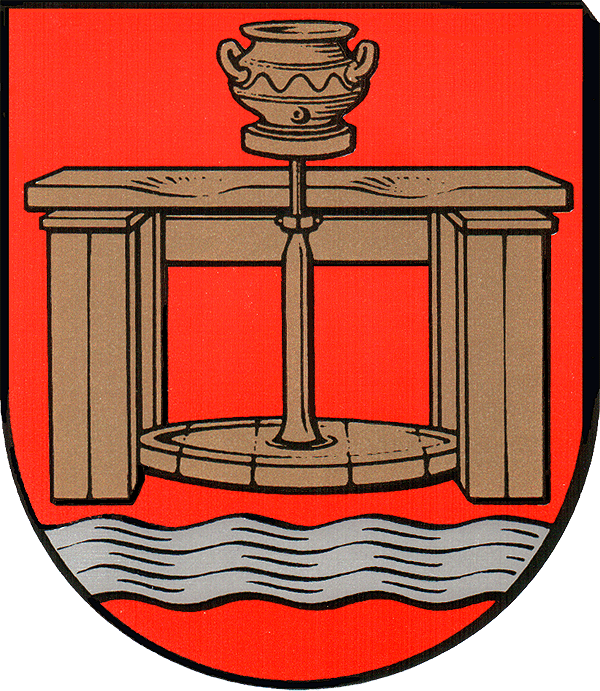
Ortsteil Oberode
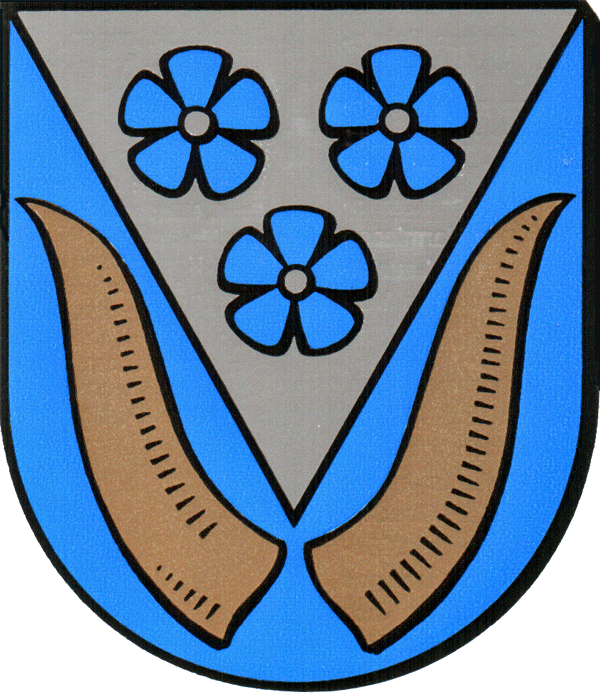
Ortsteil Volkmarshausen
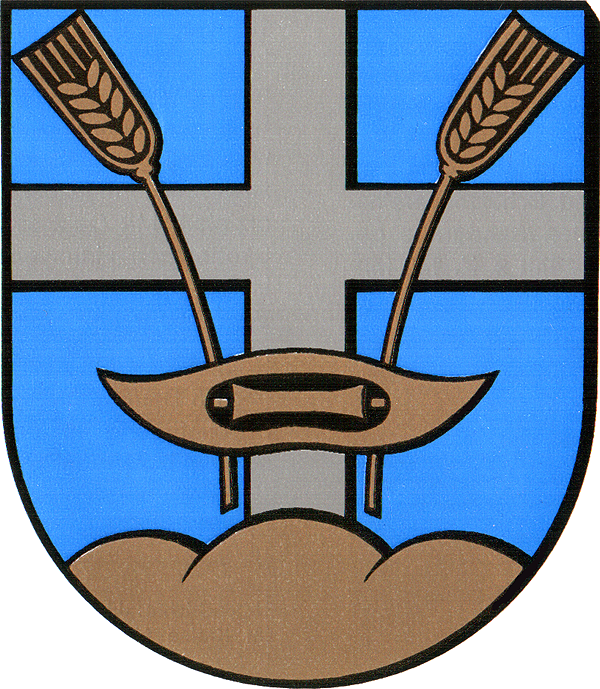
Ortsteil Wiershausen

### Ortsteile der Stadt Herzberg am Herz

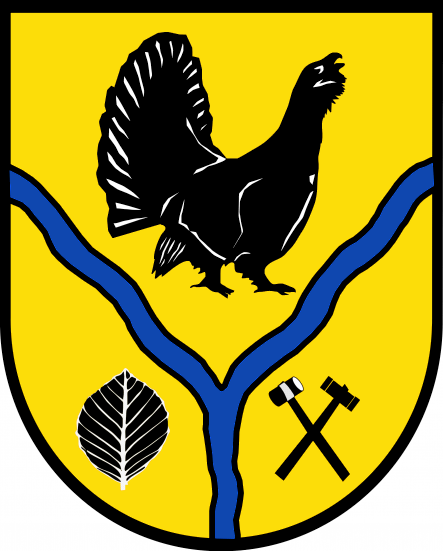
Ortsteil Lonau
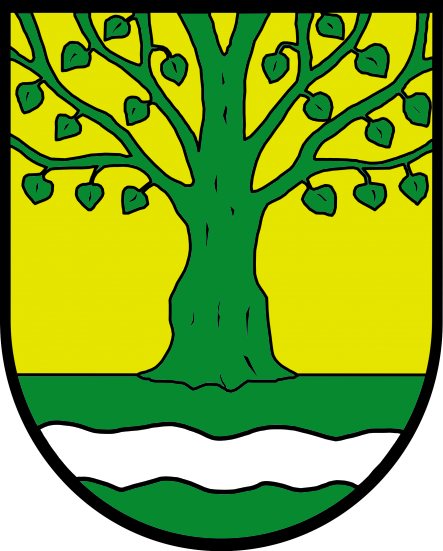
Ortsteil Pöhlde
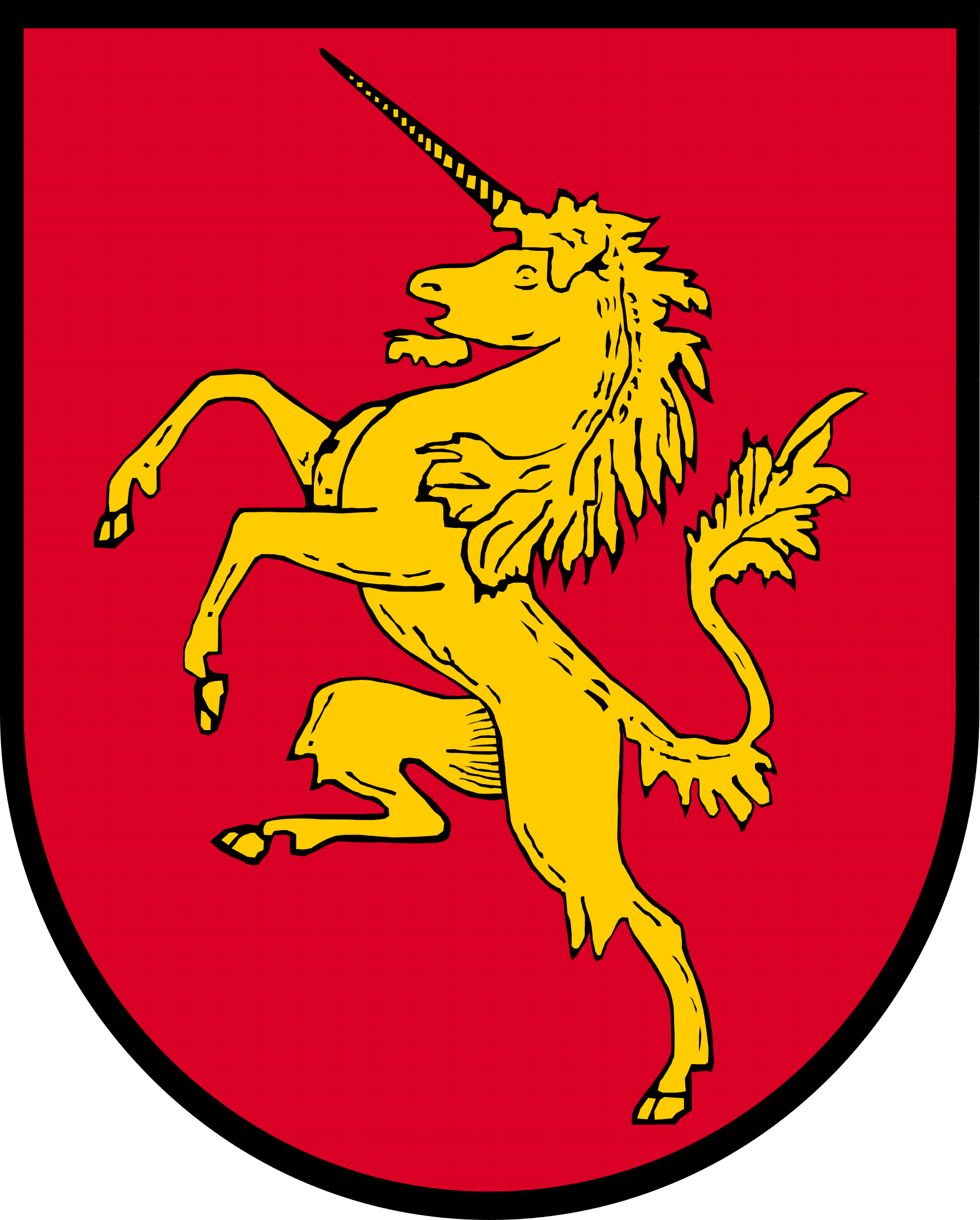
Ortsteil Scharzfeld
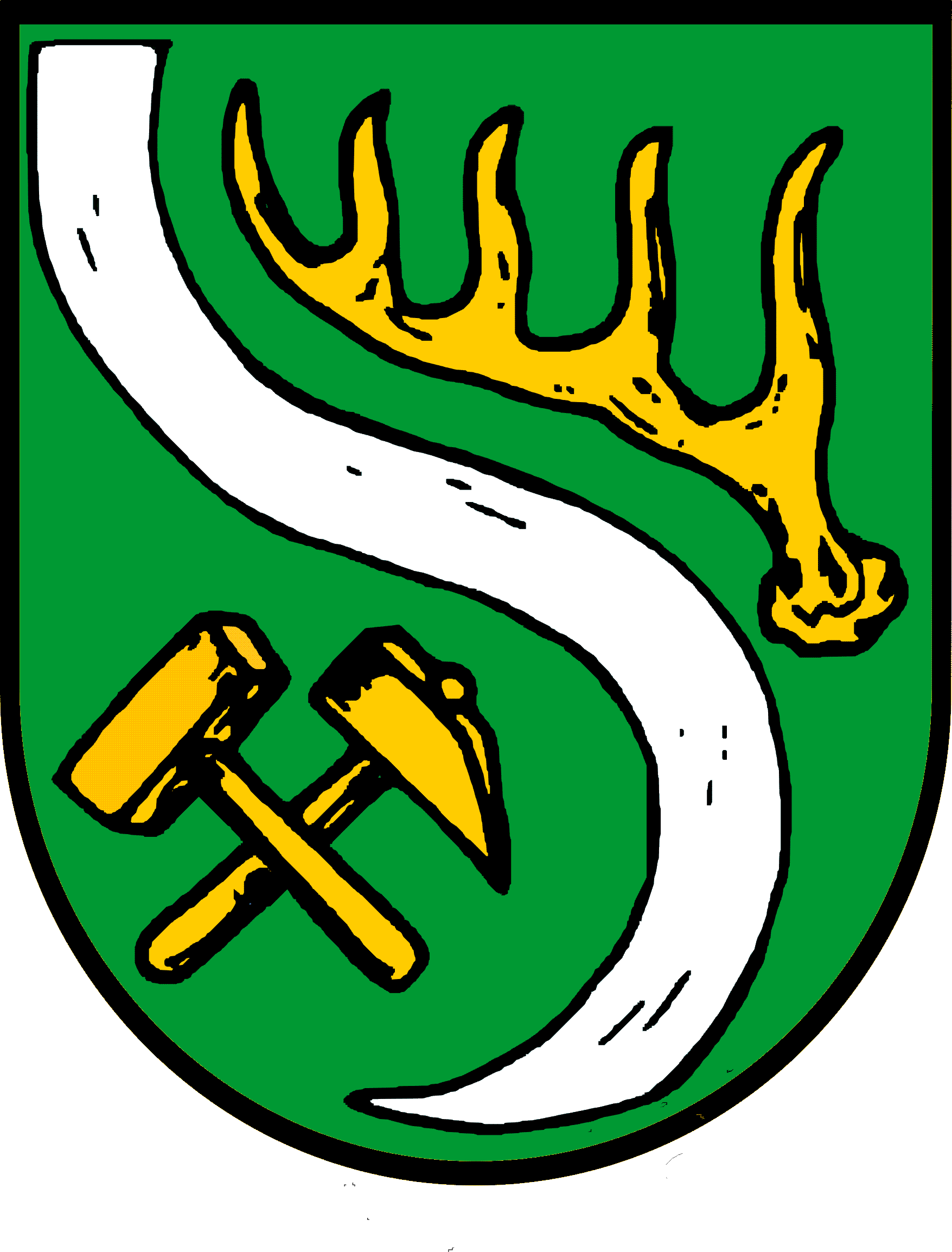
Ortsteil Sieber

### Ortsteile der Gemeinde Niemetal

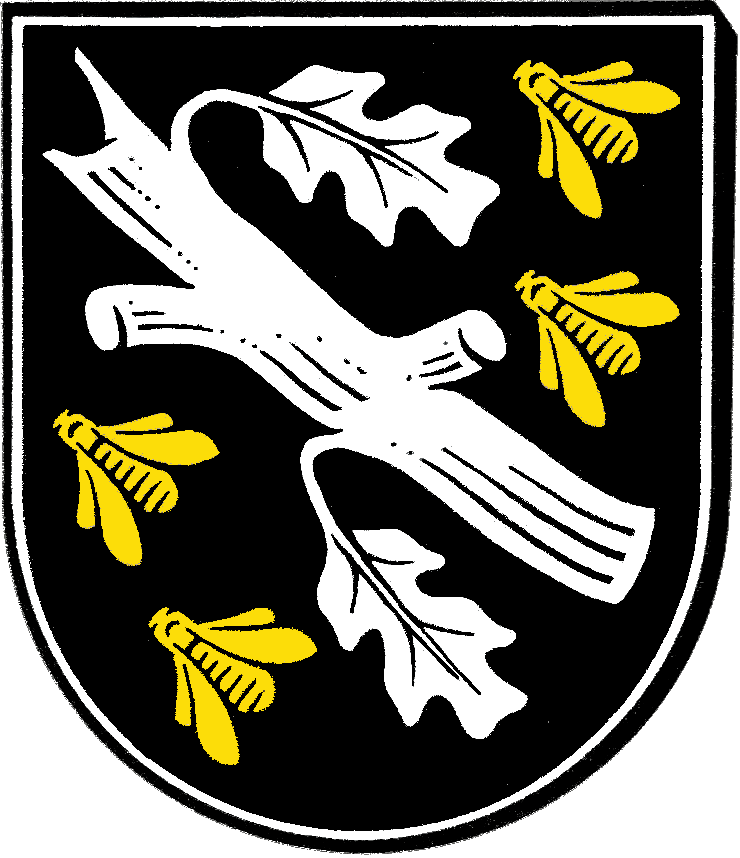
Ortsteil Ellershausen (Details)
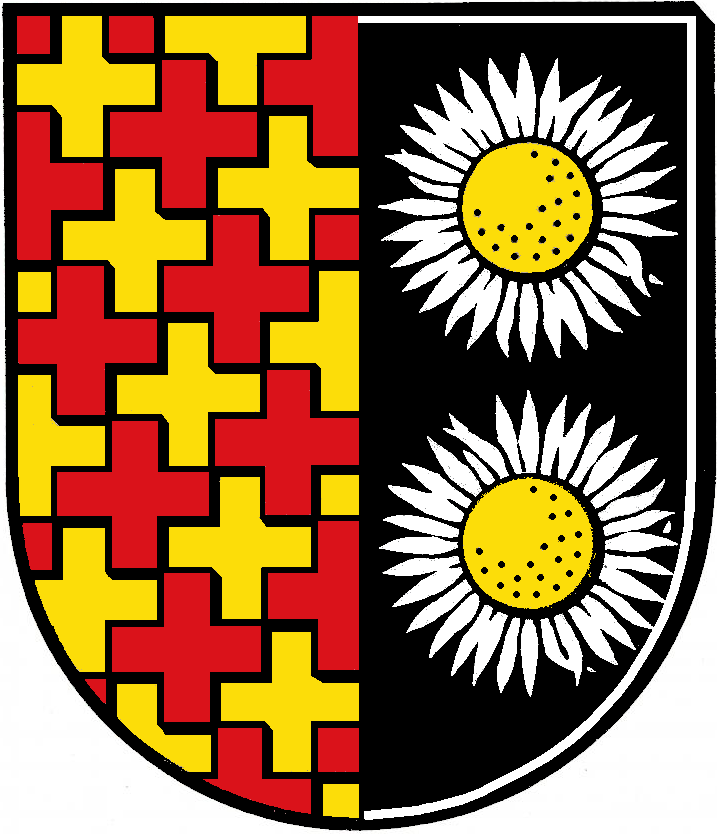
Ortsteil Imbsen (Details)
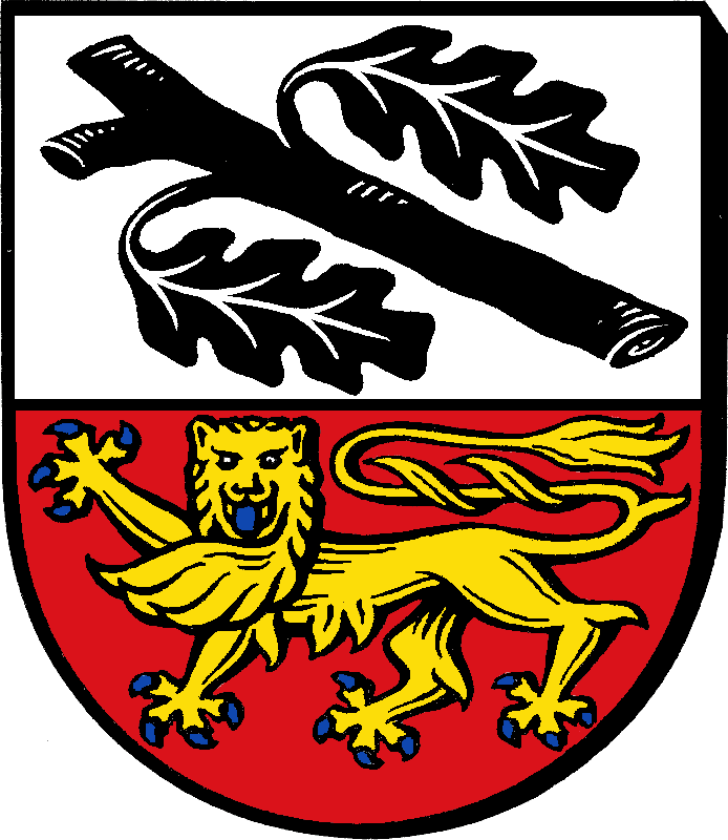
Ortsteil Löwenhagen (Details)
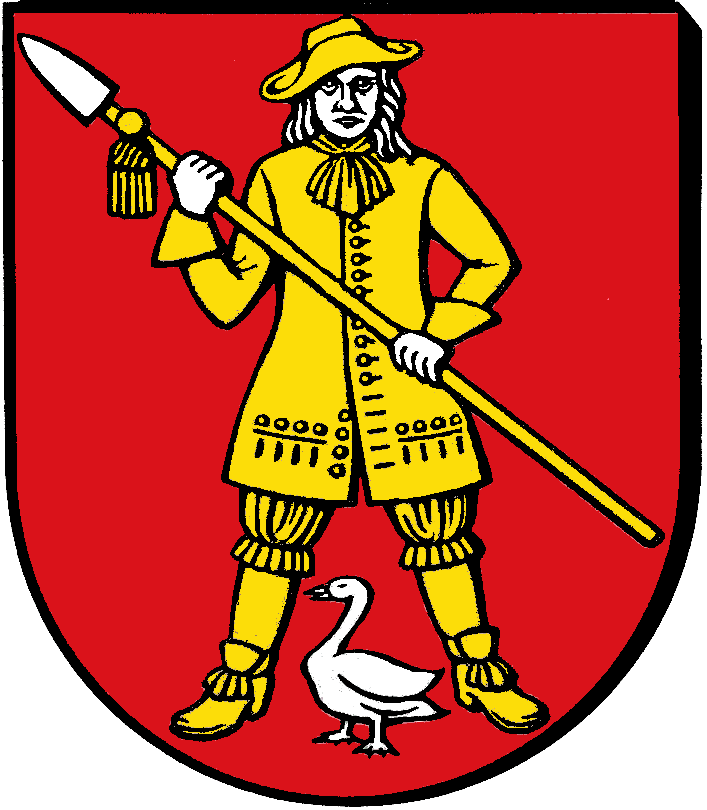
Ortsteil Varlosen (Details)

### Ortsteile der Stadt Osterode am Herz

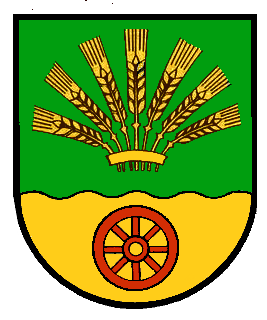
Ortsteil Dorste
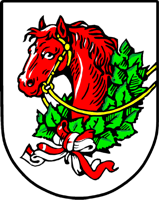
Ortsteil Förste
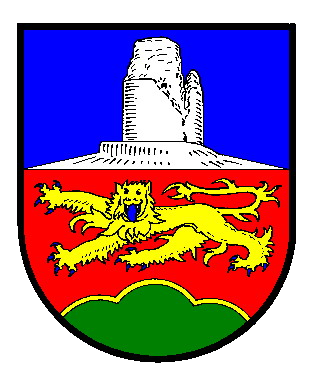
Ortsteil Freiheit
Ortsteil Lerbach[34]
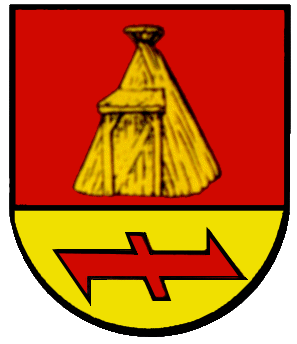
Ortsteil Marke
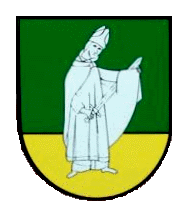
Ortsteil Nienstedt am Harz
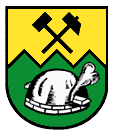
Ortsteil Riefensbeek-Kamschlacken
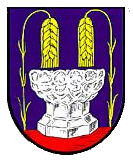
Ortsteil Schwiegershausen
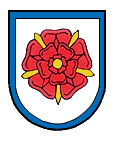
Stadtteil Ührde

### Ortsteile der Gemeinde Rosdorf

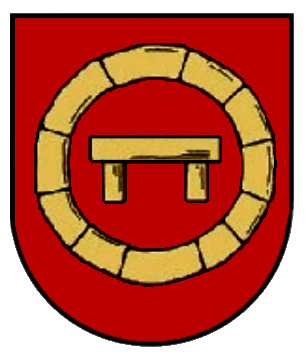
Ortsteil Atzenhausen (Details)
Ortsteil Dahlenrode führt kein Wappen
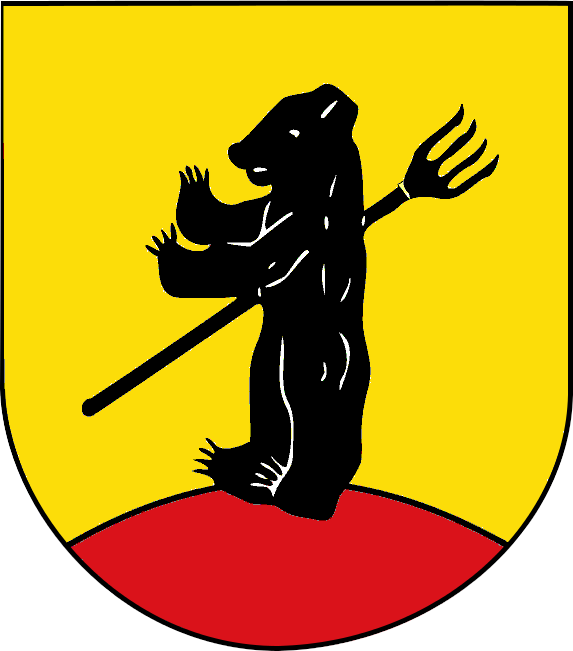
Ortsteil Dramfeld (Details)
Ortsteil Klein Wiershausen führt kein Wappen
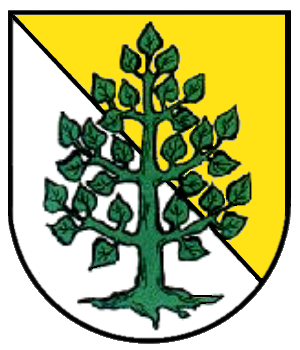
Ortsteil Lemshausen (Details)
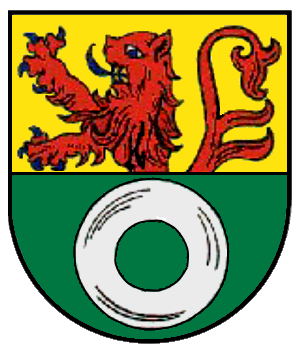
Ortsteil Mengershausen (Details)
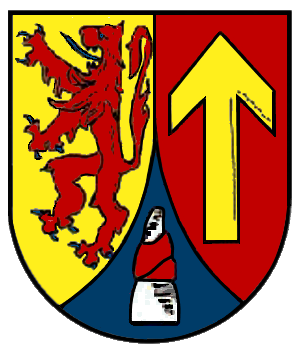
Ortsteil Obernjesa (Details)
Ortsteil Rosdorf (Details)
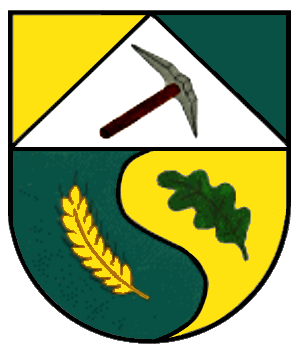
Ortsteil Settmarshausen
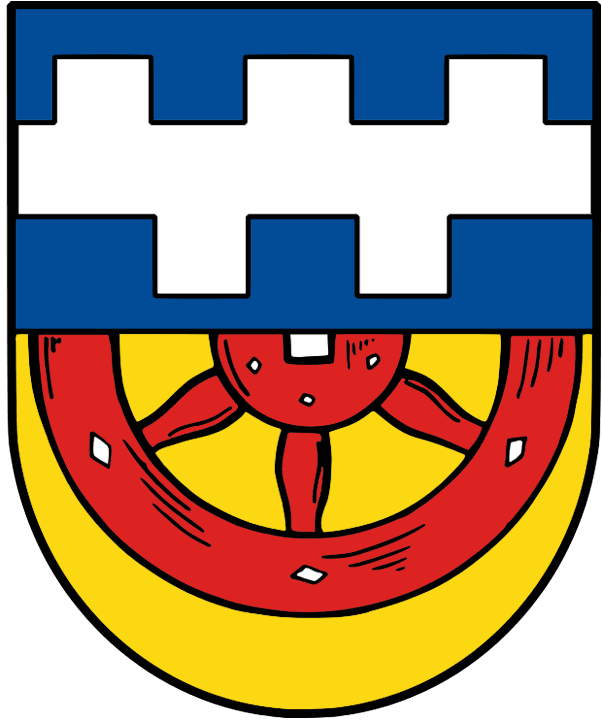
Ortsteil Sieboldshausen (Details)
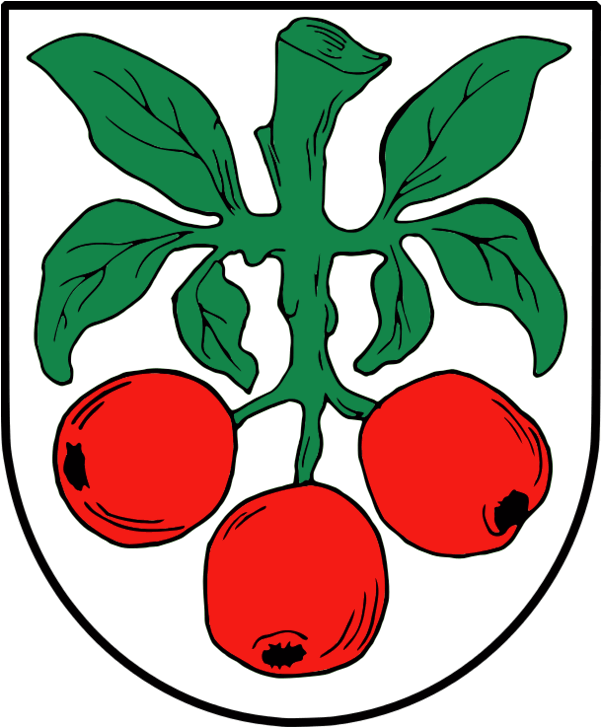
Ortsteil Volkerode (Details)

### Ortsteile der Gemeinde Scheden

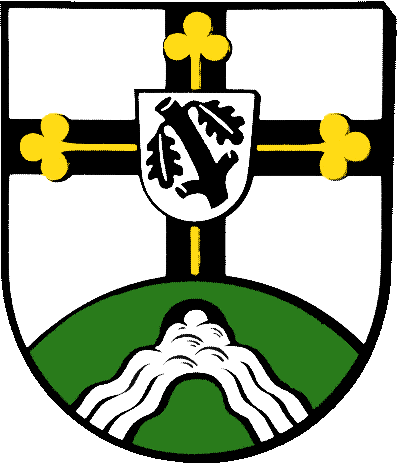
Ortsteil Dankelshausen
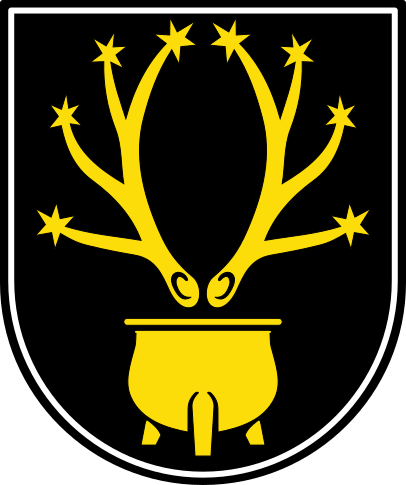
Ortsteil Meensen
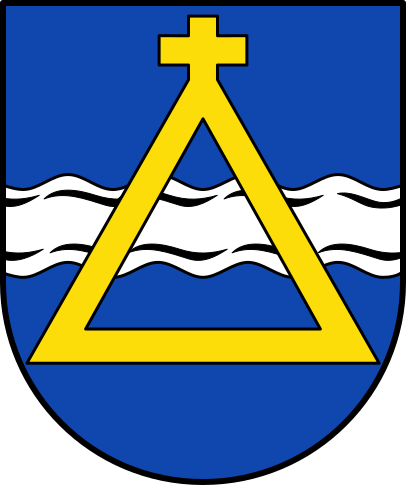
Ortsteil Scheden

### Ortsteile der Gemeinde Staufenberg

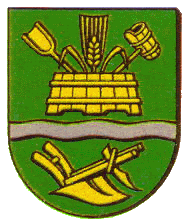
Ortsteil Benterode
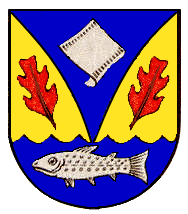
Ortsteil Dahlheim
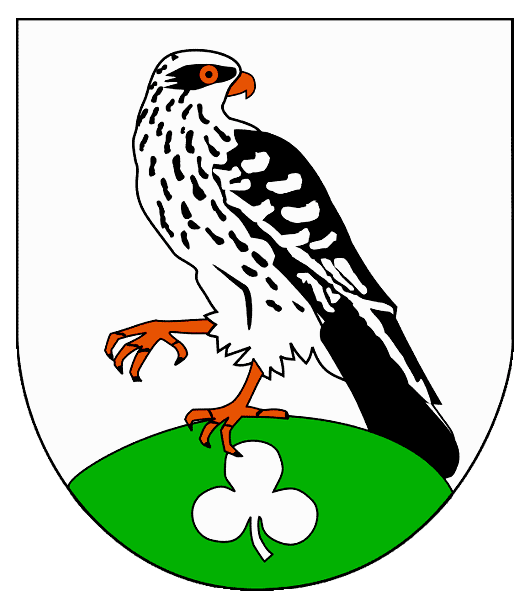
Ortsteil Escherode
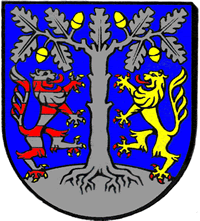
Ortsteil Landwehrhagen (Details)
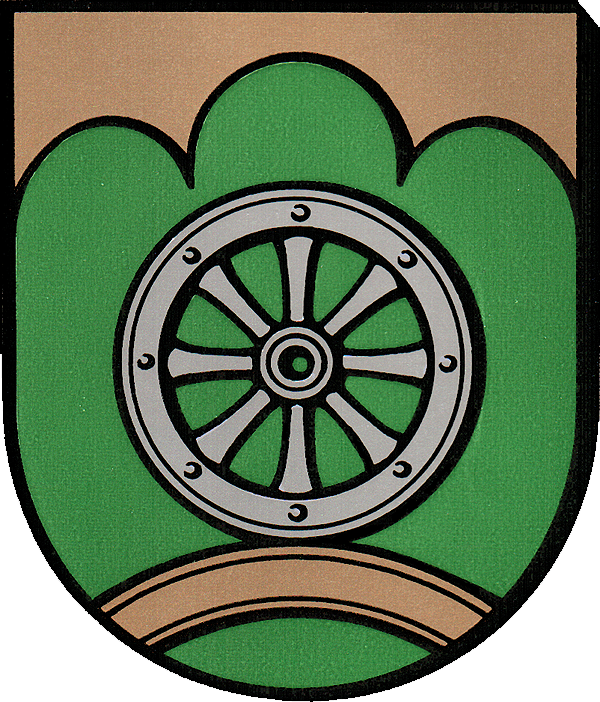
Ortsteil Lutterberg
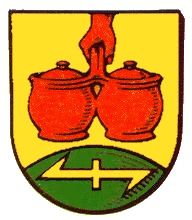
Ortsteil Nienhagen
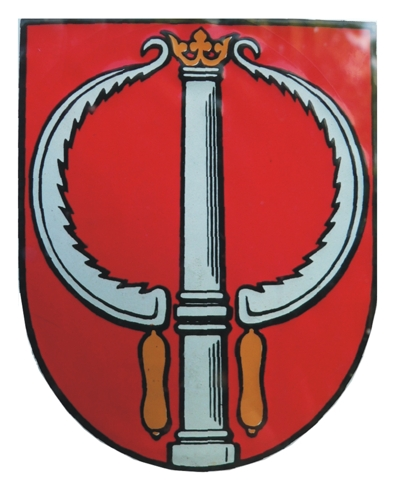
Ortsteil Sichelnstein (Details)
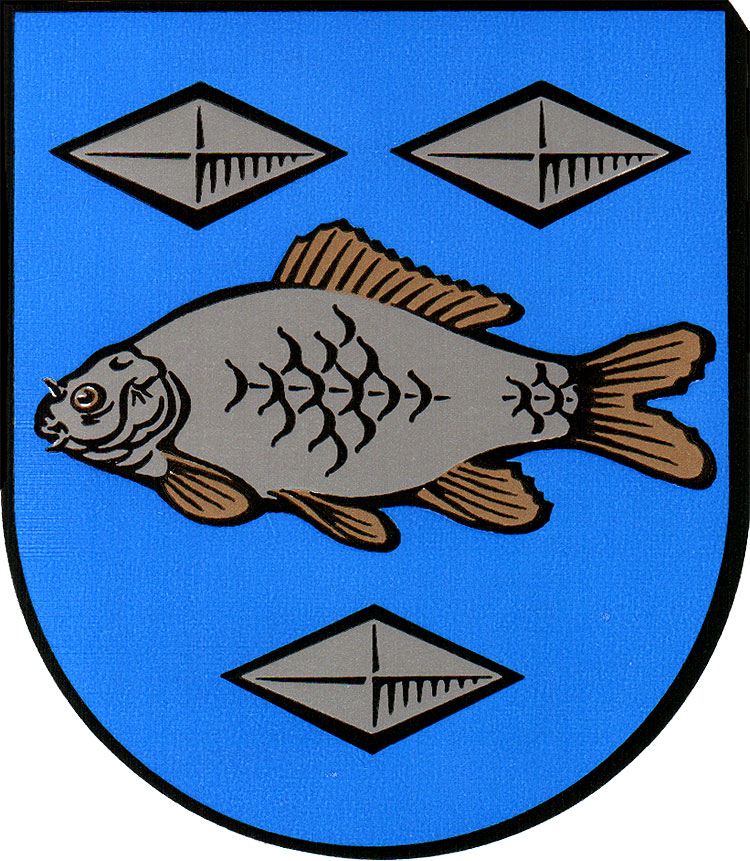
Ortsteil Speele (Details)
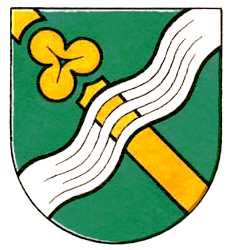
Ortsteil Spiekershausen
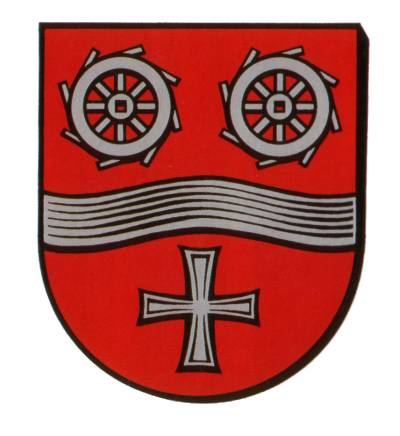
Ortsteil Uschlag

### Ortsteile der Gemeinde Walkenried

Ortsteil Walkenried-Ort
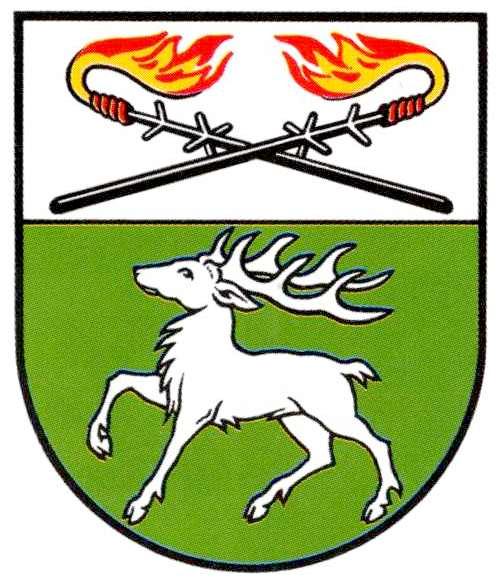
Ortsteil Wieda
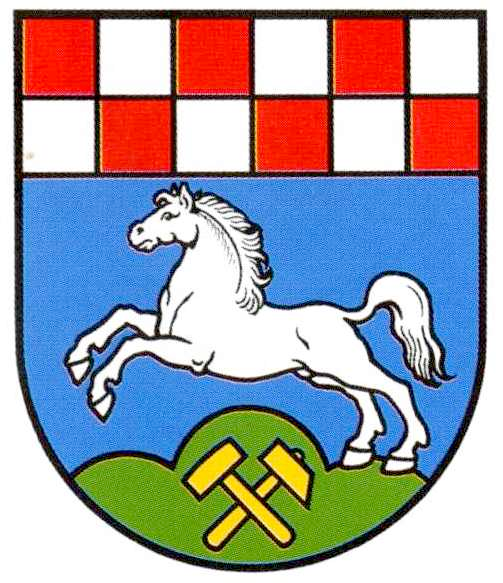
Ortsteil Zorge

### Andere

Ortsteil Barlissen der Gemeinde Jühnde[40]
Ortsteil Germershausen der Gemeinde Rollshausen
Ortsteil Lütgenhausen der Gemeinde Rhumspringe (Details)
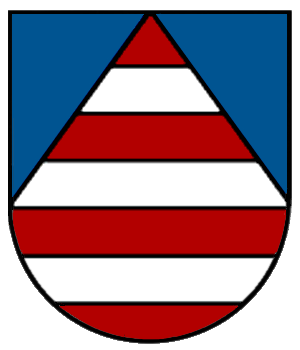
Ortsteil Mackenrode der Gemeinde Landolfshausen
Ortsteil Niedernjesa der Gemeinde Friedland
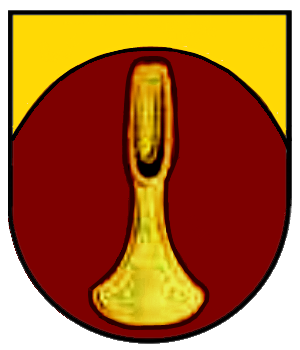
Ortsteil Ossenfeld der Gemeinde Dransfeld
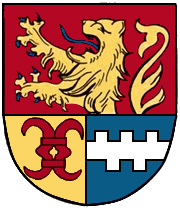
Ortsteil Potzwenden der Gemeinde Landolfshausen
Ortsteil Renshausen der Gemeinde Krebeck (Details)
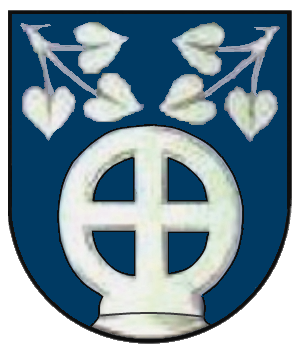
Ortsteil Varmissen der Gemeinde Dransfeld